# Ісхак (емір Майорки)
Ісхак ібн Мухаммад ібн Ганія (араб. إسحاق بن محمد بن غانية; д/н — 1183/1083) — емір Майоркської тайфи у 1155—1183/1184 роках.

## Життєпис
Походив з династії Альморавідів. Син Мухаммада I, еміра Майоркської тайфи. Замолоду перебував на різних посадах в Аль-Андалусі. 1145 року згадується як валі Кармони. 1146 році повернувся до Майорки. Тут розпочав здійснювати піратські напади на християнські держави.
1155 року здійснив заколот, внаслідок чого повалив батька та стратив брата-спадкоємця Абдаллаха. Оголосив себе володарем тайфи. Доклав значних зусиль на перетворення держави на центр работоргівлі та морської торгівлі. Водночас сприяв новому піднесенню піратства. Найвідомішим був напад на місто Тулон, під час якого було захоплено Гуго Госфреда, віконта Марселю, та його сина.
Водночас, розуміючи силу флотів Генуї та Пізи, а також їх торгівельне становище в Європі, спрямував зусилля на налагодження з ними дружніх відносин. 1171 і 1173 року підписав договори з Пізанською республікою, домовившись про взаємний ненапад. Разом з тим надав пізанським купцям преференції. 1181 року подібну угоду було укладено з Генуєю, а 1183 року — Луккою.
1172 року після поразки Мухаммада ібн Марданіса на Піренеях та встановлення там влади Альмохадів, обрав курс на замирення з ними. Вів тривалі перемовини з халіфом Абу Якубом Юсуфом щодо визнання того зверхності. Разом з тим висадився на алжирському узбережжі, де надав допомогу залишкам загонів Альморавідів.
1181 року зазнав потужного нападу флоту Барселонського графства. Загинув наприкінці 1183 або на початку 1184 року внаслідок повстання християн Майорки або нападу прованського чи барселонського флоту. Трон успадкував його син Мухаммад.